# Geobotanika
     pokrywy lodowe i pustynie polarne
     tundra
     tajga
     las liściasty strefy umiarkowanej
     stepy
     podzwrotnikowy las tropikalny
     roślinność śródziemnomorska
     lasy monsunowe
     pustynie jałowe
     sucha roślinność
     suche stepy
     pustynie półsuche
     sawanna trawiasta
     sawanna drzewiasta
     las podzwrotnikowy suchy
     lasy tropikalne
     tundra alpejska
     lasy górskie

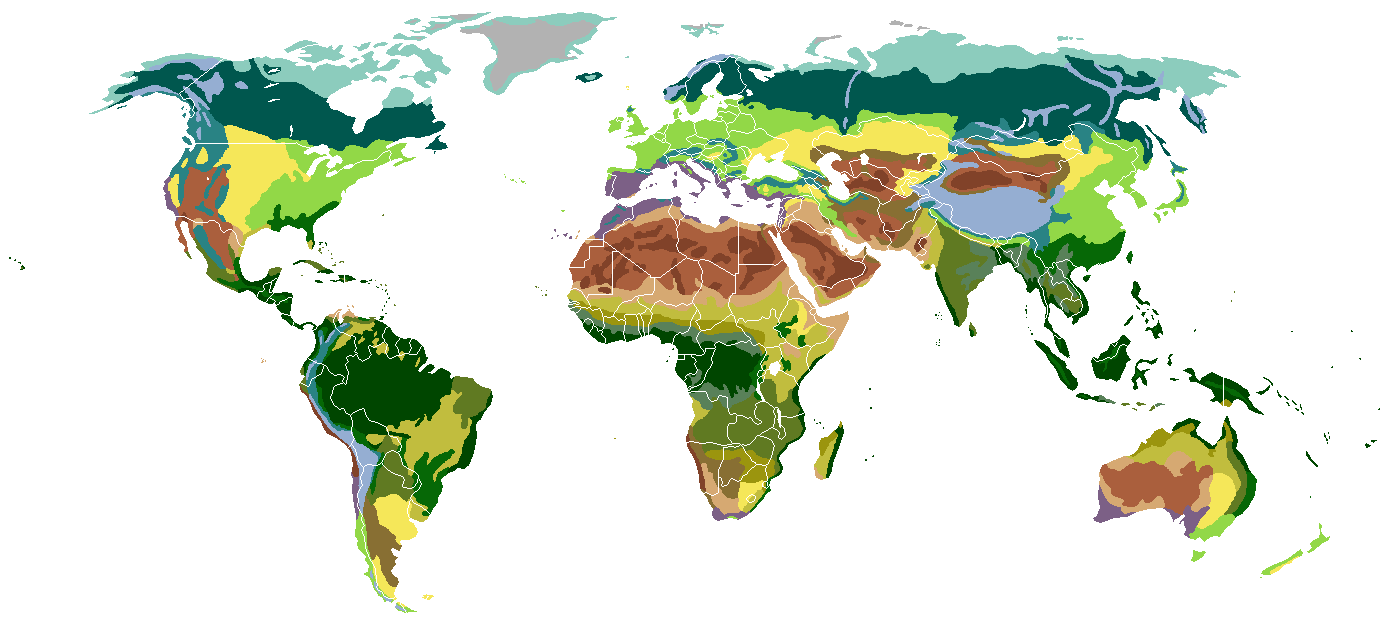
Główne biomy występujące na Ziemi.
pokrywy lodowe i pustynie polarne
tundra
tajga
las liściasty strefy umiarkowanej
stepy
podzwrotnikowy las tropikalny
roślinność śródziemnomorska
lasy monsunowe
pustynie jałowe
sucha roślinność
suche stepy
pustynie półsuche
sawanna trawiasta
sawanna drzewiasta
las podzwrotnikowy suchy
lasy tropikalne
tundra alpejska
lasy górskie

Geobotanika – dział botaniki zajmujący się wzajemnymi stosunkami między roślinami i środowiskiem geograficznym. Obejmuje: florystykę, geografię roślin, ekologię roślin i fitosocjologię. Termin „geobotanika” bywa także używany jako synonim geografii roślin lub fitosocjologii.